# 達舍爾 (喬治亞州)
達舍爾（英語：Dasher）是一個位於美國喬治亞州朗茲縣的城鎮。

## 地理
達舍爾的座標為30°44′43″N 83°13′23″W / 30.74528°N 83.22306°W，而該地的平均海拔高度為55米（即180英尺）。

## 人口
根據2010年美國人口普查的數據，達舍爾的面積為12.80平方千米，當中陸地面積為12.60平方千米，而水域面積為0.20平方千米。當地共有人口912人，而人口密度為每平方千米71人。